# The Rover (film)
The Rover è un film del 2014 diretto da David Michôd, su un soggetto di Michôd e Joel Edgerton.
Gli interpreti principali del film sono Guy Pearce, Robert Pattinson e Scoot McNairy.

## Trama
In un futuro prossimo dove il mondo è stato devastato dalle guerre, il solitario Eric intraprende un lungo viaggio nel deserto australiano alla ricerca dell'unico bene che possedeva: la sua automobile, rubatagli da una gang di criminali in fuga. L'uomo è costretto ad intraprendere il viaggio con il giovane Rey, un membro della gang ferito e abbandonato dopo l'ultimo colpo della banda.
Dieci anni dopo un collasso economico globale che ha causato disordini in tutto il mondo, l'entroterra australiano è una terra desolata senza legge dove crimine e povertà dilagano e piccole unità militari pattugliano il territorio nel tentativo di mantenere quel poco di legge e ordine rimasto. Dopo una rapina andata male Archie, Caleb ed Henry fuggono lasciando dietro di loro Reynolds, il fratello ferito di Henry. Durante la fuga Archie prende in giro Reynolds e Henry lo attacca, distraendo Caleb che stava guidando e causando un incidente stradale. Non riuscendo a disincastrare il loro pick up per proseguire, i malviventi decidono di abbandonarlo e di rubare l'auto di Eric mentre questi si trova in un desolato e squallido bar lì di fronte. Eric, accortosi del furto della sua macchina, riesce a liberare il camion e li insegue. Dopo averli raggiunti, Archie si ferma e Eric li affronta. Quando Eric prova ad attaccare Archie, Henry lo colpisce con il calcio di un fucile lasciandolo incosciente ai bordi della strada.
Eric si sveglia e guida il camion fino al villaggio più vicino chiedendo ai pochi abitanti se hanno visto tre uomini a bordo di un'auto. Va in una tana dell'oppio, dove trova un nano e due acrobati cinesi da un circo itinerante nel retro. Eric segue il nano nel suo camper e, quando questo gli chiede 300 Dollari per acquistarla, non esita a sparargli uccidendolo sul colpo. Dopo un altro colloquio con il proprietario della tana dell'oppio, torna al suo camion e trova Rey ferito che gli chiede come mai sia nel veicolo di suo fratello Henry. Eric gli chiede dove si trovi Henry, ma Reynolds sviene per le ferite.
Dopo aver cercato l'aiuto di un negoziante, Eric porta Reynolds da un medico che esegue un intervento chirurgico su di lui. Il dottore si prende cura dei cani abbandonati, il che sembra interessare Eric. Il giorno successivo Eric vede due veicoli avvicinarsi in lontananza, intuisce che si tratta di una minaccia e prende il fucile del dottore. Gli occupanti dei veicoli si rivelano essere i membri del circo itinerante in cerca di vendetta per l'omicidio del nano. Uccidono il compagno del medico senza preavviso quando esce per indagare. Eric uccide gli acrobati sparandogli dalla finestra, prima di partire con Reynolds in tutta fretta. Eric e Reynolds alloggiano in un motel in una città quasi abbandonata. Mentre Eric è lontano dalla stanza, Rey carica un revolver, quindi vede un veicolo dell'esercito che guida per strada. Si nasconde dietro un letto e sente qualcuno che tenta di entrare nella stanza dall'esterno. Spara attraverso la porta ma quando la apre si accorge di aver ucciso la figlia del proprietario del motel. A questo punto un soldato inizia a sparare da un veicolo blindato, riuscendo a ferire Rey prima di essere ucciso da Eric giunto in soccorso. I due scappano ancora una volta accampandosi in una miniera abbandonata, dove Eric fa notare a Rey che suo fratello l'ha abbandonato a sé stesso mentre era morente. All'alba Eric viene svegliato e arrestato da due soldati mentre Rey assiste nascosto poco distante. In una piccola base militare vicino, un ufficiale gli dice che verrà trasferito a Sydney. Eric rivela al soldato di avere ucciso la moglie e il suo amante dopo averli trovati insieme dieci anni prima, e di essere arrabbiato perché nessuno è venuto a cercarlo, perché la cosa sembrava non interessare a nessuno. Il soldato lo ignora. A questo punto Reynolds irrompe nella base uccidendo i due soldati di guardia e quello che stava interrogando Eric. Dopodiché i due scappano ancora.
Arrivati nella cittadina dove si nascondono Henry e la banda, trovano la macchina di Eric fuori da una casa e decidono di entrare. Eric tiene Archie e Caleb sotto tiro, mentre Reynolds si confronta con Henry. Alla fine entrambi si tengono sotto controllo, con Henry che non capisce perché suo fratello vuole ucciderlo e allo stesso tempo Reynolds accusa suo fratello di averlo lasciato a morire. Dopo un crescendo di tensione, un Reynolds emotivamente sconvolto spara colpendo il muro e subito dopo Henry lo colpisce mortalmente al collo. Eric, sentito lo sparo dall'altra stanza, uccide Archie e Caleb prima di entrare nella stanza di Henry e trovare il cadavere di Reynolds. Henry, devastato, gli chiede cosa ha fatto a suo fratello ed Eric risponde "nulla". Poi Henry si alza dal letto e cammina incontro ad Eric che gli spara al petto uccidendolo. Dopo aver portato i corpi all'esterno ed averli bruciati, Eric riprende possesso della sua vettura e guida finché ad un certo punto non si ferma sul lato della strada. Viene finalmente svelato che era ossessionato dal trovare l'auto perché nel bagagliaio c'era il cadavere del suo cane. Eric prende il corpo dell'animale, lo trasporta in un punto del deserto e si prepara a seppellirlo.

## Produzione
Dopo il successo del suo film d'esordio Animal Kingdom, il regista David Michôd ha iniziato a lavorare alla sua prossima sceneggiatura, basata su una storia concepita assieme a Joel Edgerton. Il ruolo del protagonista Eric è stato scritto appositamente da Michôd per Guy Pearce, con cui aveva già lavorato nel precedente Animal Kingdom.
Con un budget di 12 milioni di dollari, la pre-produzione del film è iniziata nel novembre 2012 a Adelaide, Australia Meridionale, mentre le riprese hanno avuto luogo dal 29 gennaio al 16 marzo 2013, per un totale di sei settimane.

## Distribuzione
Il primo teaser trailer è stato diffuso il 29 gennaio 2014. I diritti per la distribuzione statunitense del film sono stati acquistati da A24 Films. Il film è stato presentato fuori concorso al Festival di Cannes 2014.
In Italia, il film è stato distribuito nelle sale a partire dal 4 dicembre del 2014.

## Riconoscimenti
- 2015 - AACTA Award
  - Miglior attrice non protagonista a Susan Prior
  - Miglior suono
  - Nomination Miglior regia a David Michôd
  - Nomination Miglior attore protagonista a Guy Pearce
  - Nomination Miglior attore non protagonista a Robert Pattinson
  - Nomination Miglior colonna sonora a Sam Petty e Anthony Partos
  - Nomination Miglior scenografia a Josephine Ford